# Ванадзор
Ванадзо́р (арм. Վանաձոր) — третий по величине город Армении после Еревана и Гюмри. Административный центр Лорийской области, ее социально-экономический и политический центр.
В Ванадзоре располагается Гугаркская епархия ААЦ.
По географическому положению город расположен в узкой и вытянутой впадине между горными Памбакским и Базумским хребтами в месте слияния рек Памбак и Тандзут. Основная часть поверхности города находится на высоте более 1353 метров над уровнем моря.
В настоящее время по данным переписи 2022 года в городе проживает около 75 186 человек, по сравнению со 148 876 человек, зарегистрированными при официальной переписи 1979 года.

## Название

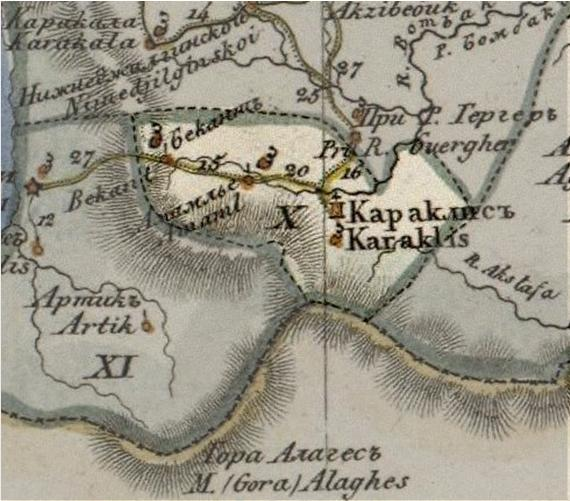
Караклис в составе округа Бомбаки Российской империи на карте 1823 года

Первое упоминание о Ванадзоре относится к середине XVIII века. Поселение с названием «Гаракилиса» или «Каракилиса» (тур. «черная церковь») упоминается в одной из записей, сделанных в Евангелие настоятелем Санаинского монастыря Сааком, в котором он говорит о землетрясении, происшедшем 18 августа 1713 года.
В годы вхождения Восточной Армении в состав Российской империи село продолжило сохранять тюркское наименование. Это же название использует и основоположник восточно-армянского языка Хачатур Абовян в своей работе «Раны Армении». Также согласно карте, изданной Академией Наук Армянской ССР 2 января 1961 и посвящённой присоединению к России, село в том числе именовалось как Тандзут с конца XVIII века до середины XIX века.
Также название сохранялось в течение двух лет существования Первой Республики Армения. Так, в короткий период с 26 по 28 мая 1918 года состоялось Каракилисское сражение.
После советизации Армении в 1926 году город был переименован в Мартунакан (также Мартунашен) в честь армянского большевика-революционера Александра Мясникяна. Это название города продолжало фигурировать вплоть до 1933 года. 
Но постановлением 1935 году в Кировакан (присвоено имя революционера Сергея Кирова) был переименован город Караклис.
В 1991 году Кироваканский горсовет инициировал процесс переименования города. Жителям предложили четыре названия: Базум, Гугарк, Ванадзор и Ванк. Первоначальный опрос выявил предпочтение названия Ванадзор, но результаты не были утверждены депутатами.
10 октября 1991 года было принято решение провести общегородской референдум, который состоялся 16 октября параллельно с выборами президента Армении. В голосовании участвовали около 65 тысяч из 89 тысяч избирателей. По итогам референдума название «Гугарк» набрало наибольшее количество голосов — 26 284, за «Ванадзор» проголосовали 13 634 человека. Однако Верховный Совет Армении отклонил название «Гугарк», ссылаясь на исторические несоответствия. В сложившейся ситуации горсовет утвердил второе по популярности название — «Ванадзор». 28 июня 1992 года Верховный Совет Армении официально переименовал Кировакан в Ванадзор. 6 июля на торжественном собрании в зале театра имени Абеляна председатель политического совета Ванадзора Ованес Матинян зачитал решение Верховного Совета Республики Армения о переименовании Кировакана в Ванадзор, а 7 июля решение вступило в силу.

## История

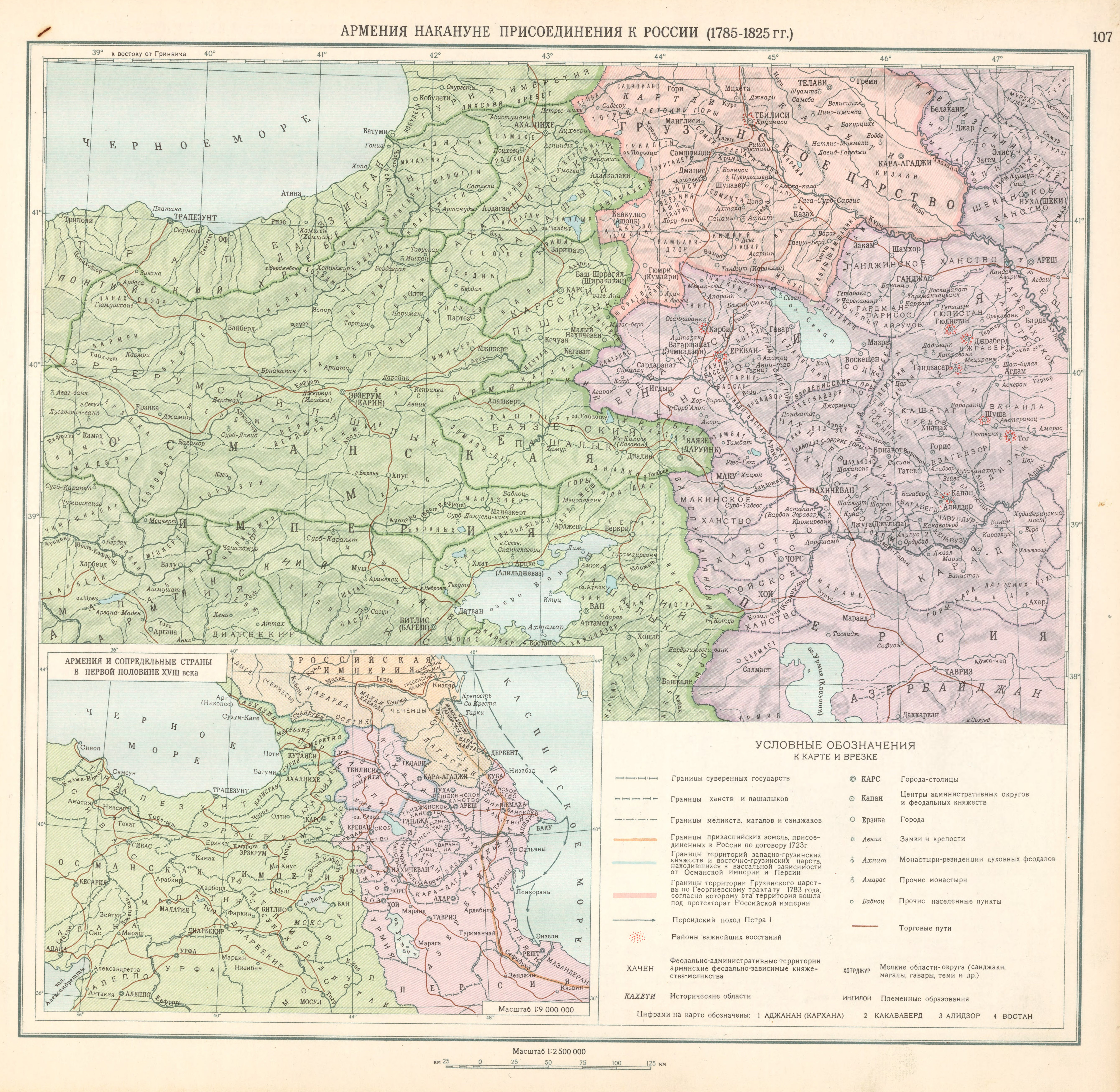
Карта Армении накануне присоединения к России, 1785-1825 гг.

Сведений о средневековом поселении Караклис не сохранилось. В 1801 году Лори вместе с Грузией присоединились к России, а Каракилисе стал пограничным гарнизонным городом. В дальнейшем, в 1830 году, после присоединения Восточной Армении к России, в городе поселилось несколько сот армянских семейств, мигрировавших из городов Западной Армении — Карса, Ардагана, Баязета и Эрзрума. С 1849 года Караклис входил в Эриванскую губернию. По состоянию на 1865 год в Малом Караклисе проживало 1451 человека, имелась армянская и армяно-католическая церкви. В свою очередь в этот же время в Большом Караклисе проживало 1516 человек и также имелась армянская церковь. По переписи Царской России 1897 года население Караклиса (Большой и Малый Караклис) состояло из армян и насчитывало 7385 человек.
В советское время после войны были построены ряд зданий. Проект выполнил известный армянский архитектор Оганес Маркарян.
По его проекту построены горсовет, гостиница и жилые дома на площади Кирова. Были построены несколько больших кварталов.
В городе в советское время было около 60 производственных предприятий, работали кинотеатры, научно-исследовательские центры, вузы, техникумы, училища, пансионаты, турбазы и т.д.
7 декабря 1988 года произошло катастрофическое землетрясение, которое привело к значительным разрушениям и жертвам.

## Население
| 1831    | 1873    | 1897    | 1922    | 1926   | 1939   | 1959   |
| ------- | ------- | ------- | ------- | ------ | ------ | ------ |
| 494     | 2017    | 3917    | 6427    | 8640   | 17 607 | 49 424 |
| 1970    | 1980    | 2001    | 2004    | 2011   | 2022   |        |
| 106 691 | 148 876 | 107 394 | 106 300 | 86 199 | 75 186 |        |

По материалам сельскохозяйственной переписи населения 1922 года по Армении, в городе Каракалис число армян составляло 6305 человек, греков — 9, азербайджанцев (в источнике «тюрко-татар») — 6 и др. Всего — 6427 человек.
Население города — 75 186 человек (2022) — в основном, армяне. Есть также небольшое число русских, греков, украинцев. Накануне землетрясения 1988 года население города составляло около 200 тыс. человек.

## География
Город расположен в Ванадзорской котловине, между Базумским и Памбакским хребтами, в месте слияния рек Памбак, Тандзут и Ванадзор. Территория города составляет более 25 км². Высота центра над уровнем моря — 1350 м. От столицы город отделяют 116 км по трассе через область Арагацотн, 135 км по севанской автомагистрали и 224 км по железной дороге.

### Климат
Климат горный континентальный с холодной зимой и прохладным летом, очень переменчивый. Перепады температур очень высоки, средние зимние температуры от — от +4 до −18, а летние — от +4 до +24. Сильные ветры почти отсутствуют.
| Месяц                   | Янв   | Фев   | Март  | Апр  | Май  | Июнь | Июль | Авг  | Сен  | Окт  | Ноя   | Дек   | Год   |
| ----------------------- | ----- | ----- | ----- | ---- | ---- | ---- | ---- | ---- | ---- | ---- | ----- | ----- | ----- |
| Средний максимум(°C)    | 1,5   | 2,8   | 7,0   | 13,5 | 18,4 | 21,0 | 23,3 | 23,8 | 20,5 | 16,5 | 9,4   | 4,3   | 13,5  |
| Средний минимум(°C)     | -18,0 | -17,0 | -13,0 | -5,0 | 0    | 4,0  | 7,0  | 7,0  | 2,0  | -3,0 | -10,0 | -16,0 | -5,2  |
| Средняя температура(°C) | -8,2  | -7,1  | -3,0  | 4,2  | 9,2  | 12,5 | 15,2 | 15,4 | 11,2 | 6,8  | -0,3  | -5,9  | 4,2   |
| Осадки(мм)              | 18.0  | 25.0  | 36.0  | 63.0 | 96.0 | 95.0 | 58.0 | 43.0 | 32.0 | 47.0 | 33.0  | 19.0  | 565.0 |

## Районы города
В административном плане город является единой общиной и не имеет внутренних делений
Исторически сложившиеся районы и кварталы города:
- Микрорайон Базум
- Димац
  - Лампер (в переводе: «Лампы»),
  - Сари тах Димаца (в переводе: «Горный район Димаца»),
  - Димацский сад
  - Маштоц
  - Каркарот (в переводе: «Каменистый»)
  - Бангладеш
  - Боши тах (в переводе: «Район боша»)
- Хндзорут (Варданлу)
  - Хачи тах (в переводе: «Район креста»)
- Джунглинер (в переводе: «Джунгли»)
- Санаторный или Лагерь
  - Хушардзан (в переводе: «Памятник»)
  - МТС
- Ванадзор
- Центр (Кентрон)
  - Лчер (в переводе: «Озёра»)
  - Таксинер (в переводе: «Такси» во множественном числе)
  - Цалкут
  - Арцах пурак (в переводе: «Арцахский парк»)
  - Храпарак (в переводе: «Площадь»)
  - Каяран (в переводе: Вокзал)
- Химзавод
  - Сари тах Химзавода (в переводе: «Горный район Химзавода»)
- Еррорд мас (в переводе: «Третий район»)
- Конго
- Таврос (Кишлак)
  - Сари тах Тавроса (в переводе: «Горный район Тавроса»)
- микрорайон Тарон-1
- микрорайон Тарон-2
- микрорайон Тарон-3
- микрорайон Тарон-4
- Сивашакан аван (в переводе: «Сивашское»), или ДУЦ

## Экономика
Производство

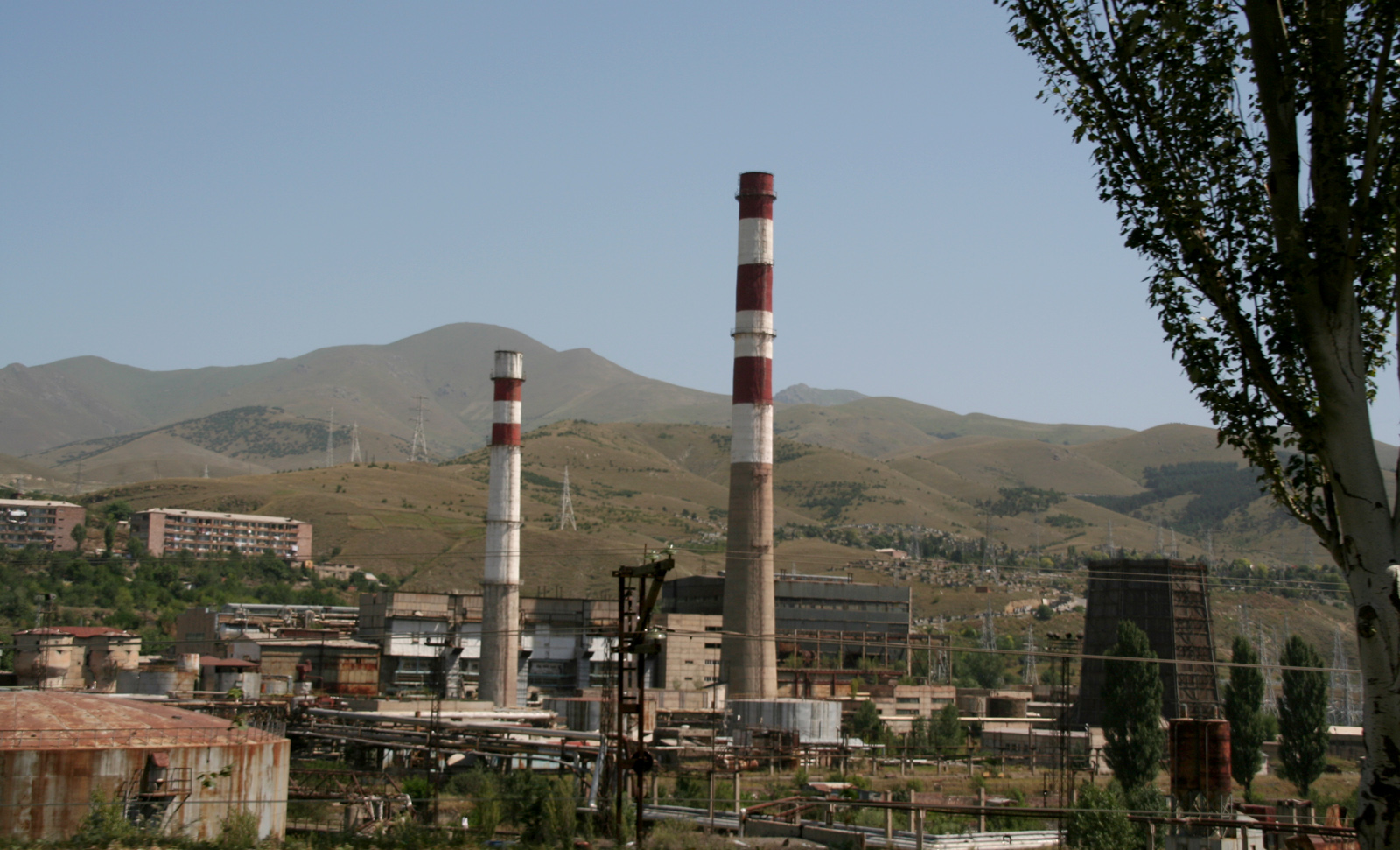
ТЭЦ

В советские годы была химическая, машиностроительная, лёгкая, пищевая промышленность, имеется ТЭЦ.
В настоящее время основу промышленного производства города составляют лёгкая и пищевая отрасли.
Предприятия
- Ванадзорский химический комбинат им. А. Ф. Мясникяна (ныне не функционирует);
- Ванадзорский завод высокотемпературных нагревателей;
- Ванадзорская обувная фабрика;
- АО «Ванадзорхимпром» (ныне не функционирует);
- Швейное предприятие «Базум Фирма»;
- Швейная фабрика «Глория»;
- Швейная фабрика «Сартон»;
- Предприятие по производству отопительного оборудования «Джеруцох»;
- Предприятие по производству автозапчастей и отопительного оборудования ЗАО «Слацк»;
- Научно-производственное предприятие полимерных композиционных материалов «ГИПК»;
- Предприятие по производству газового оборудования «Автоген-М».

Банки
В Ванадзоре расположены отделения следующих банков:
- «ВТБ Банк Армения» (2 отделения);
- «Конверс Банк» (2 отделения);
- «Араратбанк» (2 отделения);
- «Акба-Кредит Агриколь Банк»;
- «АйДи Банк»;
- «Армбизнесбанк»;
- «Юнибанк»;
- «Инекобанк»;
- «Ардшининвестбанк»;
- «Америабанк»;
- «Эвока банк»

и нескольких кредитных организаций.
Торговля
В городе широко развита сеть розничной торговли и обслуживания.
Представлены такие республиканские сети, как:
- «Беко»;
- «Араи»;
- «Файн»;
- «Вега»;
- «Ташир пицца»;
- «Идеал Система»;
- супермаркет «Смайл»

и другие.

## Туризм
В Ванадзоре действует санаторий Ванадзор «Армения», который славится своими лечебными процедурами, такими как грязелечение торфом «Фиолетовский» и водолечение минеральной водой «Лори».
Средневековые монастырские комплексы Ахпат и Санаин расположены всего в 7 км друг от друга. Они во многом схожи, так как возводили их одни и те же зодчие — отец и сын.
Неподалёку от Санаина через реку Дебед протянулся арочный мост с высеченными из камня львами. Возраст его 800 лет, а протяжённость 18 м. Главная достопримечательность монастыря Хоракерт, возвышающегося на западном склоне горы Лалвар, — храм с редким для Армении десятигранным барабаном. Нор-Гетик был построен в 1188 г. на месте разрушенного во время землетрясения монастыря. Деятельное участие в его строительстве принимал видный политический и общественный деятель Мхитар Гош, поэтому местные жители прозвали монастырь «Гошаванк».
Монастырь Агарцин расположен посреди живописного букового леса. Самым старым сооружением на территории комплекса признано здание церкви Св. Григора, датируемое X веком н. э. Особенность постройки — в конусообразном куполе, покоящемся на восьмигранном барабане.

## Социальная сфера
| N | Категория граждан                                                       | Количество |
| - | ----------------------------------------------------------------------- | ---------- |
| 1 | Семьи, получающие семейные пособия                                      | 4475       |
| 2 | Пенсионеры                                                              | 21 472     |
| 3 | Количество лиц, получающих единовременное пособие                       | 579        |
| 4 | Количество безработных, зарегистрированных в городском центре занятости | 5154       |
| 5 | Количество лиц, получающих пособие по безработице                       | 880        |

| N | Факт граждан | Количество |
| - | ------------ | ---------- |
| 1 | Рождение     | 1207       |
| 2 | Браки        | 691        |
| 3 | Смерть       | 1077       |
| 4 | Разводы      | 187        |
| 5 | Усыновление  | 8          |

| N | Покрытие                          | Количество    |
| - | --------------------------------- | ------------- |
| 1 | Асфальтовое покрытие              | 1 246 885 м². |
| 2 | Тротуары                          | 375 330 м².   |
| 3 | Дамбы и ограждения                | 130 000 м².   |
| 4 | Электрические столбы              | 3493 шт.      |
| 5 | Зелёная зона                      | 139 000 м².   |
| 6 | Мосты                             | 58 шт.        |
| 7 | Площади                           | 7 шт.         |
| 8 | Архитектурные памятные сооружения | 12 шт.        |

## Транспорт
В черте города находится станция Ванадзор на железнодорожной линии Тбилиси—Гюмри. Расстояние по автомагистрали до Еревана — 120 километров, до Тбилиси — 162 километров. Центр шоссейных дорог на Ереван (Дилижан — Севан), Гюмри, Тбилиси (Алаверди), Ташир.
Развита внутригородская сеть маршрутных такси (20 маршрутов), такси.

## Культура и образование
В Ванадзоре функционирует школа живописи, произведения её наиболее одарённых воспитанников с успехом демонстрируются на республиканских и международных выставках. В пропаганде живописи большую роль играет местная картинная галерея. Одним из центров культурной жизни города является государственный драматический театр, носящий имя Ованеса Абеляна. Кукольный театр.
В Ванадзоре действуют ряд высших учебных заведений:
- Ванадзорский государственный университет им. Ованеса Туманяна (1969)

Готовит кадры для всей северной Армении и армянских районов Грузии. Сегодня примерно 70 % работников региона в сфере общего образования являются выпускниками ВГУ имени О. Туманяна (бывший ВГПИ).
- филиал Государственного Инженерного Университета Армении (1959)
- филиал Государственного Аграрного Университета Армении
- «Европейская Академия» филиал Ереванской Европейской академии
- «Мхитар Гош» Армяно-Российский Международный университет и т. д.

Несколько средних профессиональных учебных заведений:
- Приборостроительный техникум
- Химико-технологический техникум
- Строительный и торгово-экономический техникум
- Совхоз-техникум
- Музыкальное училище
- Медицинское училище

Композитор Эдвард Кзартмян создал в городе первую музыкальную школу. Ныне таких школ 5.
Музыкальное училище Ванадзора готовит кадры для всей северной Армении.
Около 30 общеобразовательных школ.

## Известные уроженцы
Известные уроженцы Ванадзора: армянский композитор, музыковед Эдуард Пашинян, основатель и директор Кироваканской картинной галереи Марат Минасян, художник Армен Аветисян, армянский советский литературный критик, литературовед Сурен Агабабян, советский и российский стрелок Сергей Алифиренко, советский гимнаст Альберт Азарян, армянский топ-менеджер Армен Оганнесович Джинанян (ныне проживающий в Костроме, РФ), армянский боксёр Грачик Джавахян, советский писатель Стефан Зорьян, армянский боксёр-профессионал Вик Дарчинян, советский пловец Шаварш Карапетян, советский, армянский и греческий боксёр Артур Микаелян, армянский рок-музыкант Гор Мхитарян, советский борец Степан Саркисян, 11-й премьер-министр Армении Тигран Саркисян, посол Армении в КНР, в Сингапуре, в Болгарии и в Монголии Армен Саркисян, советский боксёр Самсон Хачатрян, армянский певец Хачо (Xcho) Дунамалян.

## Религия

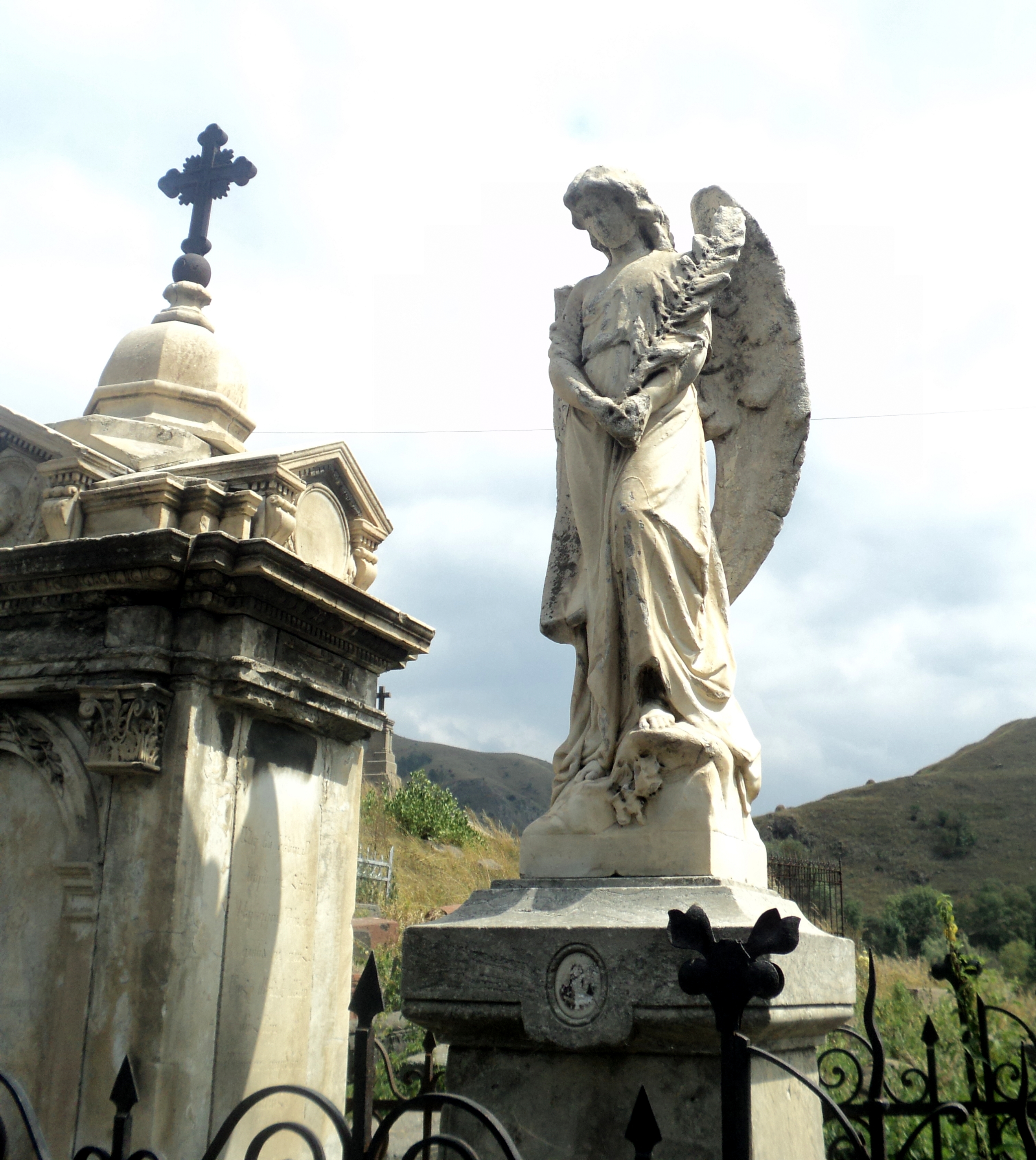
Статуя Архангела в саду церкви Пресвятой Богородицы

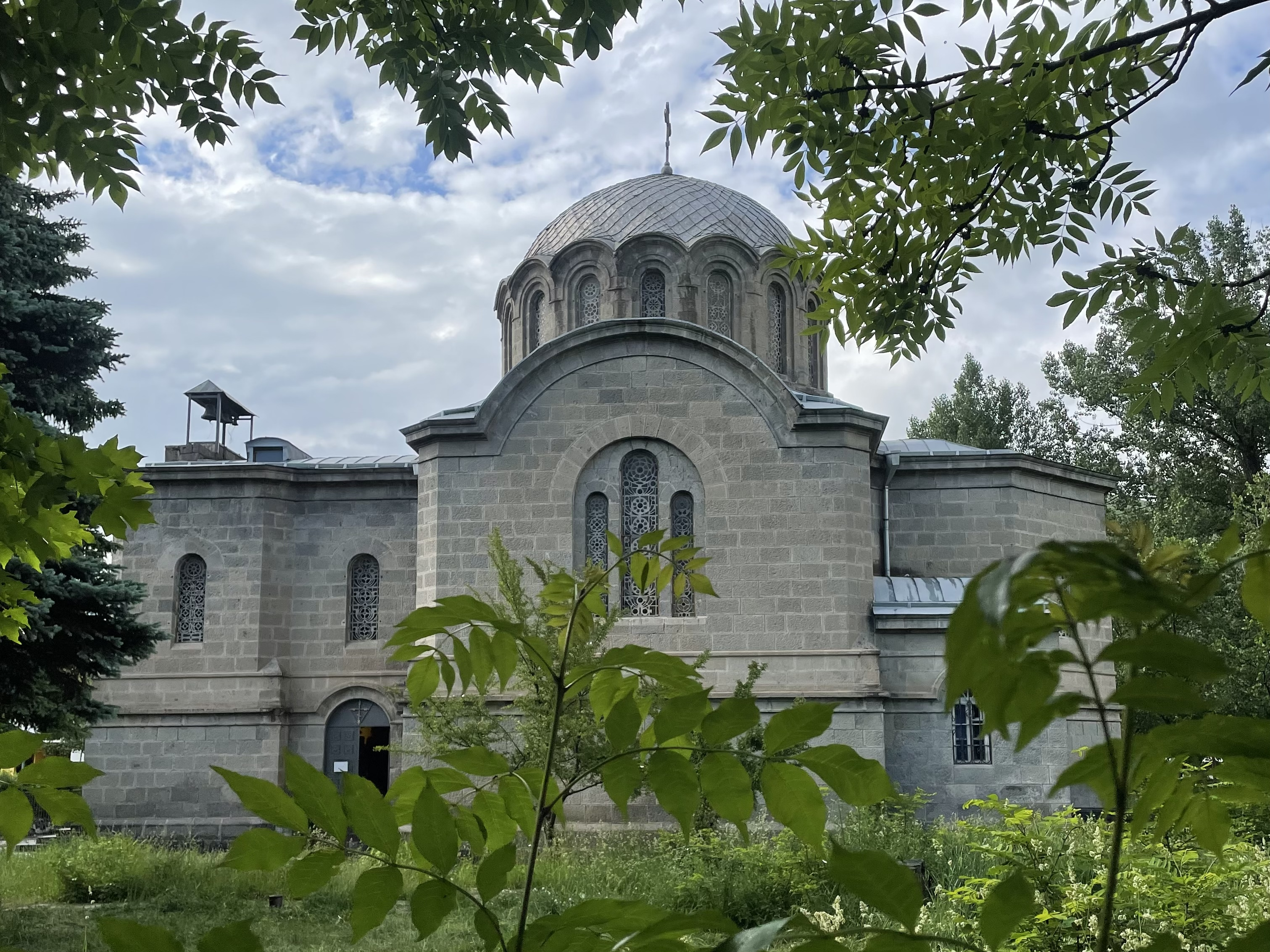
Русская церковь Рождества Пресвятой Богородицы в Ванадзоре

В центре города находятся четыре храма: Св. Богородицы (1831), Св. Саргиса (1998), Св. Григория Просветителя (2005) и русская церковь Рождества Пресвятой Богородицы (1895).

## Спорт
Спортивная жизнь города, а также области в целом отображал футбольный клуб «Лори». Но из-за финансового кризиса, настигшего клуб, он был расформирован в 2006 году. В городе функционируют несколько спортшкол: лёгкой атлетики, тяжёлой атлетики, самбо и др. Два крытых бассейна. Спортивный комплекс. Стадион «Лори», который находится на предварительной стадии реконструкции.

## Средства массовой информации

### Телевидение
В городе вещают следующие телеканалы:
- Армения 1;
- Второй Армянский Телеканал;
- Armenia TV;
- Еркир Медиа;
- Шант;
- Дар 21;
- 9 канал (Ванадзор);
- Миг (Ванадзор);
- Лори (Ванадзор);
- Первый канал;
- Россия Культура;
- Россия 1;
- НТВ.
- В 2015 году все они полностью перешли на цифровой формат вещания.

### Радио
В настоящее время в городе работают радиостанции:
- Общественное радио Армении (104.7);
- МИГ радио(103.8);
- Нор радио;
- Radio France Internationale;
- Радио ВАН;
- Радио Ардзаганк;
- Радио Ай(106.3);
- TRT-FM;
- Маяк;
- Русское Радио;
- Jazz radio;
- Лори (Ванадзор);
- Ар Радио Интерконтиненталь (107.2)

## Города-побратимы
- Баньё, Франция — 1967
- Пасадена, США — 1992
- Цзичжоу, Китай — 2001
- Подольск, Россия — 2004
- Кисловодск, Россия — 2005
- Батуми, Грузия — 2006
- Маарду, Эстония — 2007
- Витебск, Белоруссия — 2012[18]
- Цхалтубо, Грузия — 2022[18]
- Шымкент, Казахстан — 2024[19]

## Фотогалерея

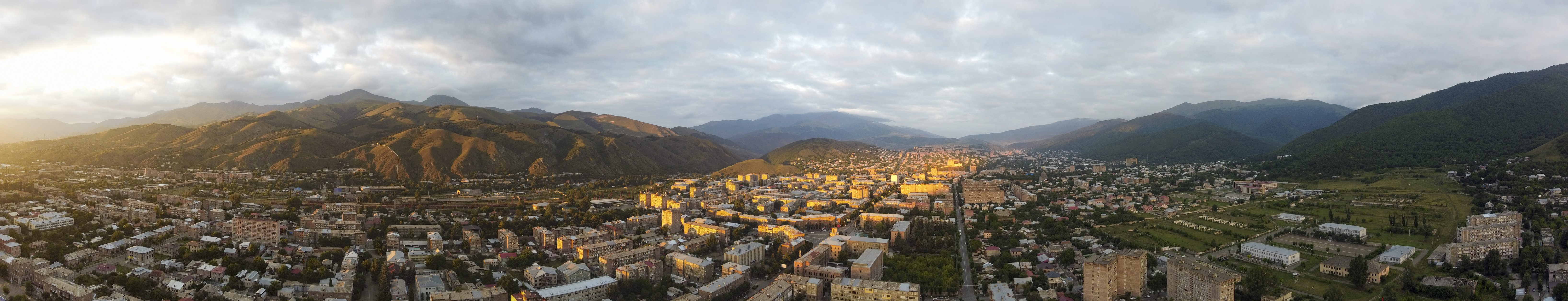
Панорамный вид на Ванадзор

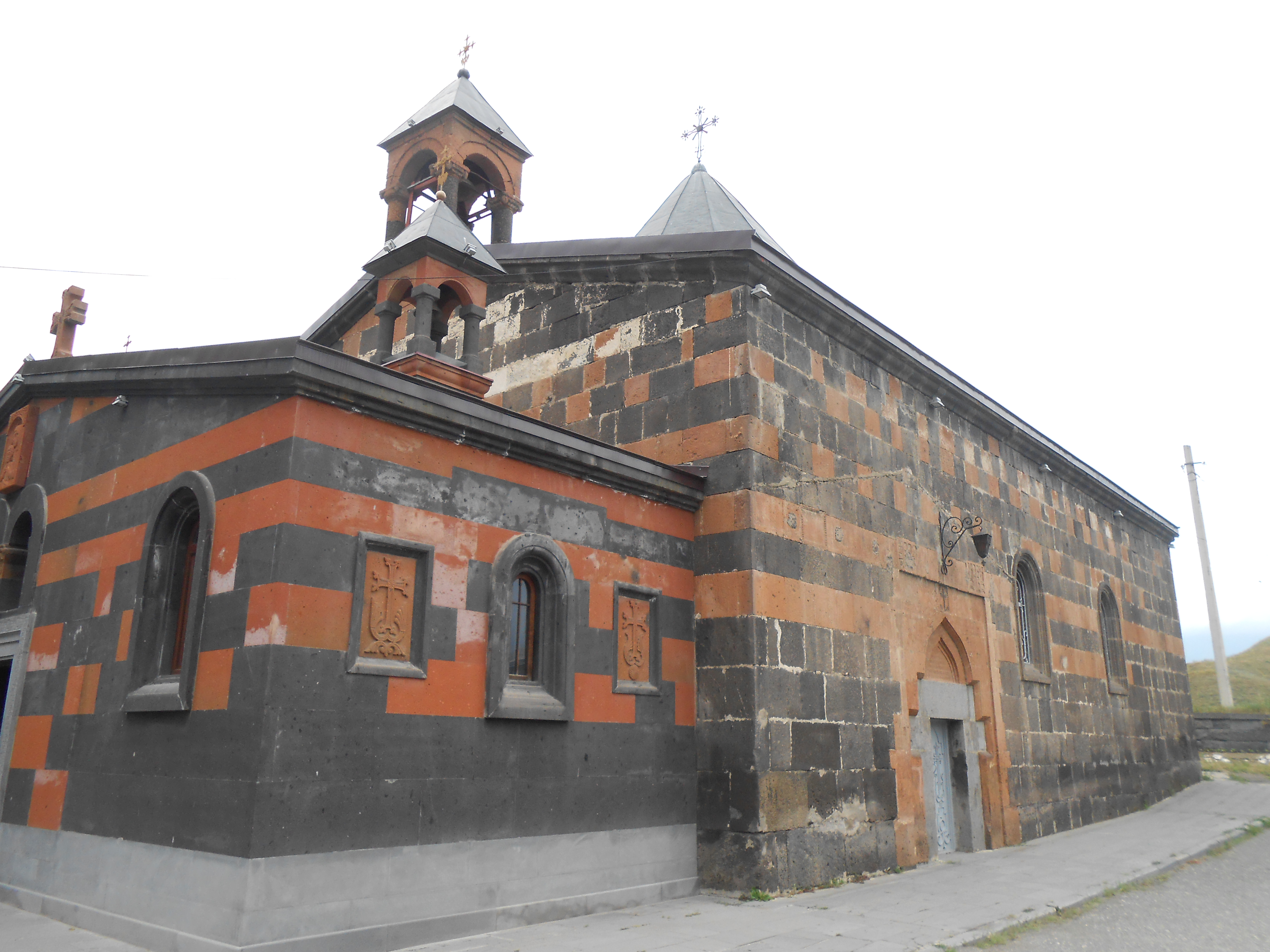
Церковь Пресвятой Богородицы
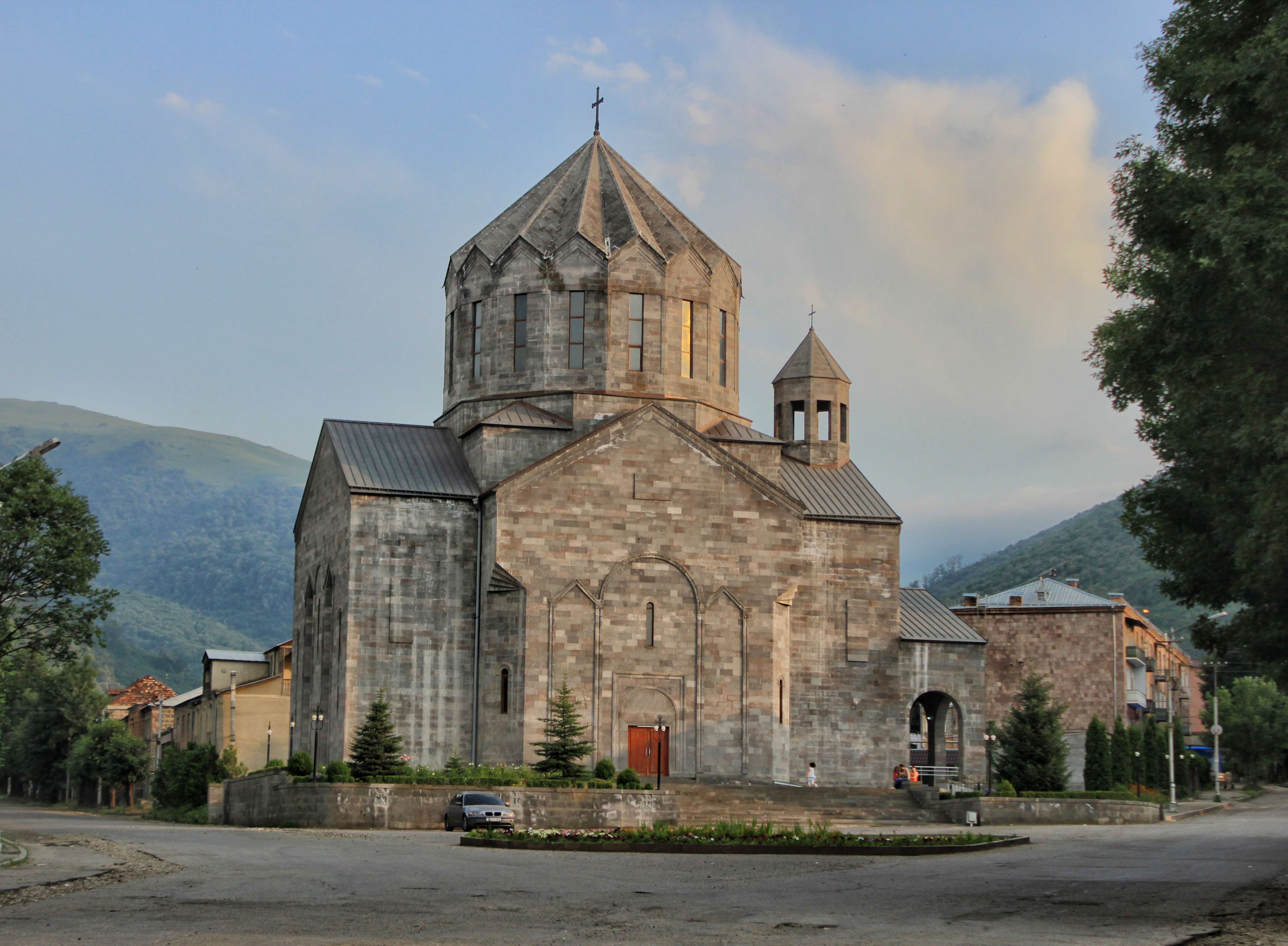
Церковь Григория Просветителя
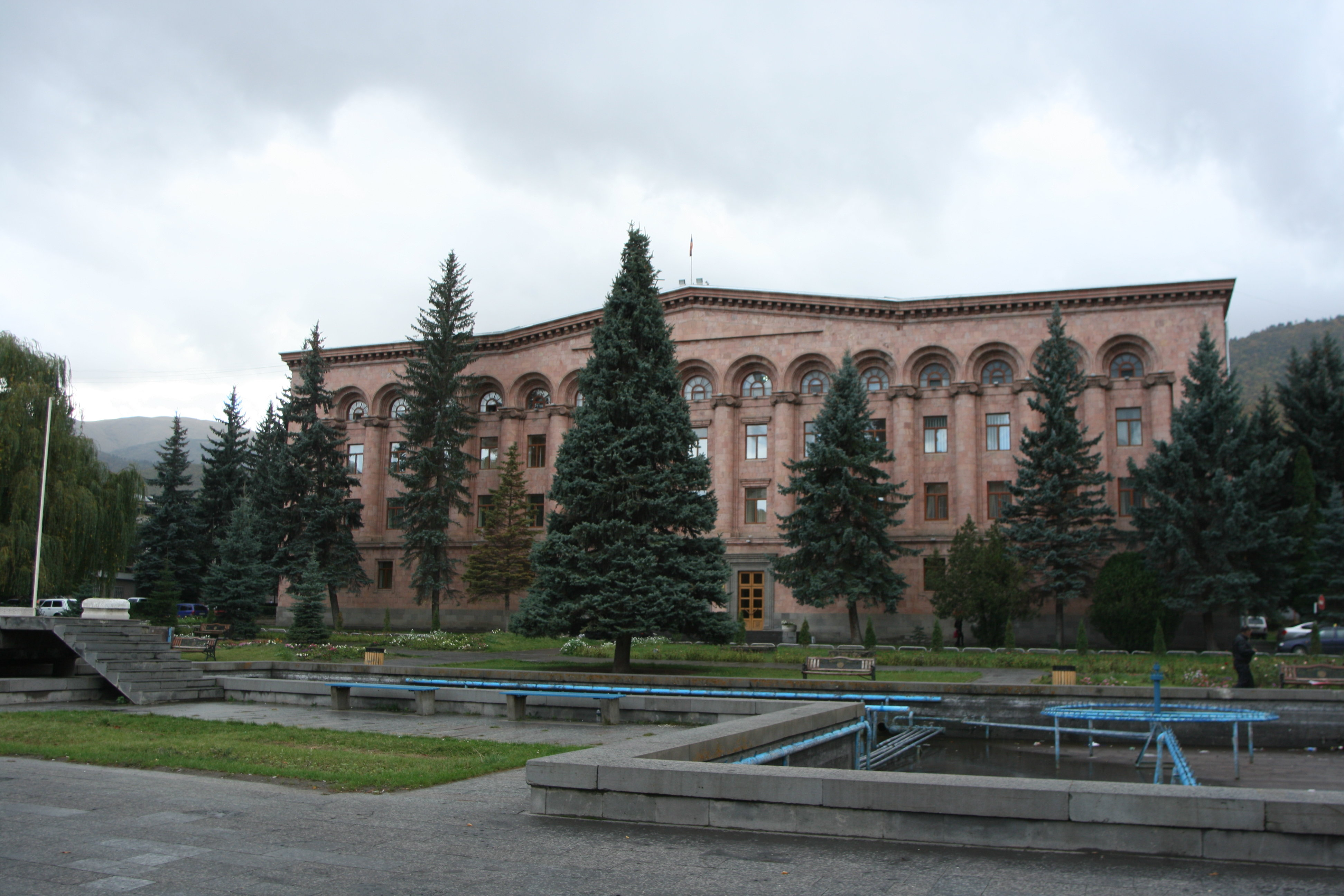
Здание администрации Лорийской области
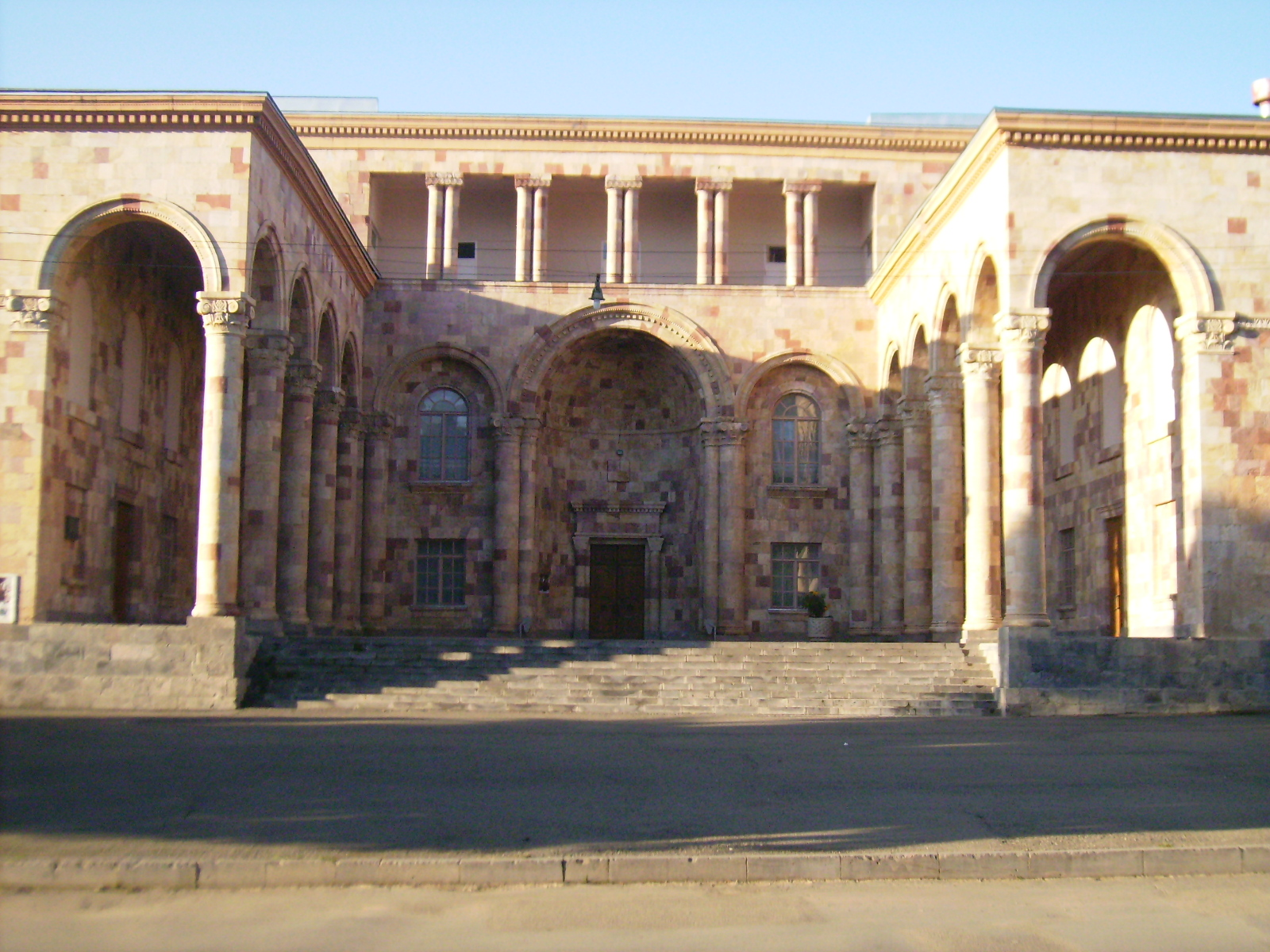
Дом культуры
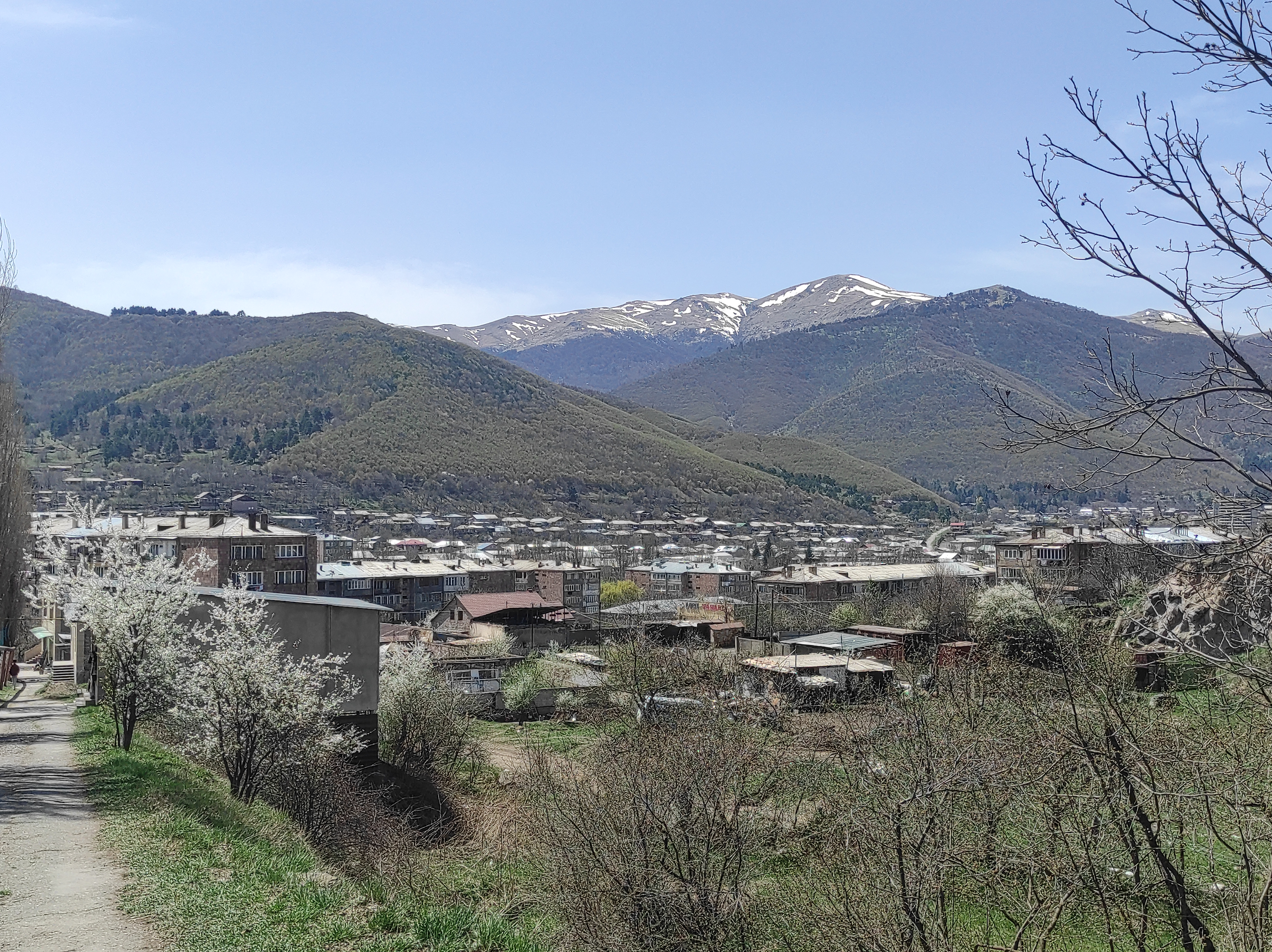
Вид на район Бангладеш
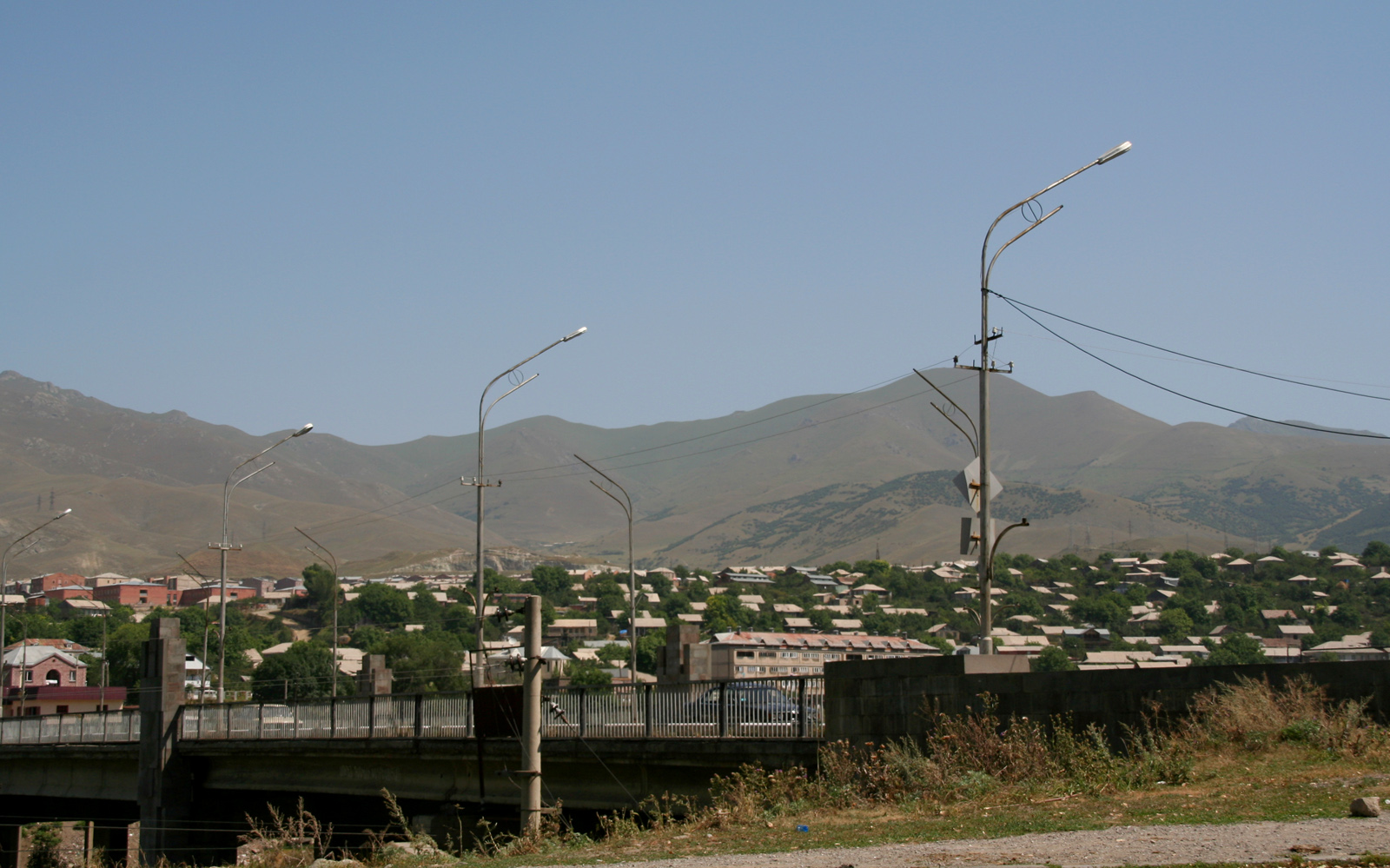
Мост через реку Памбак
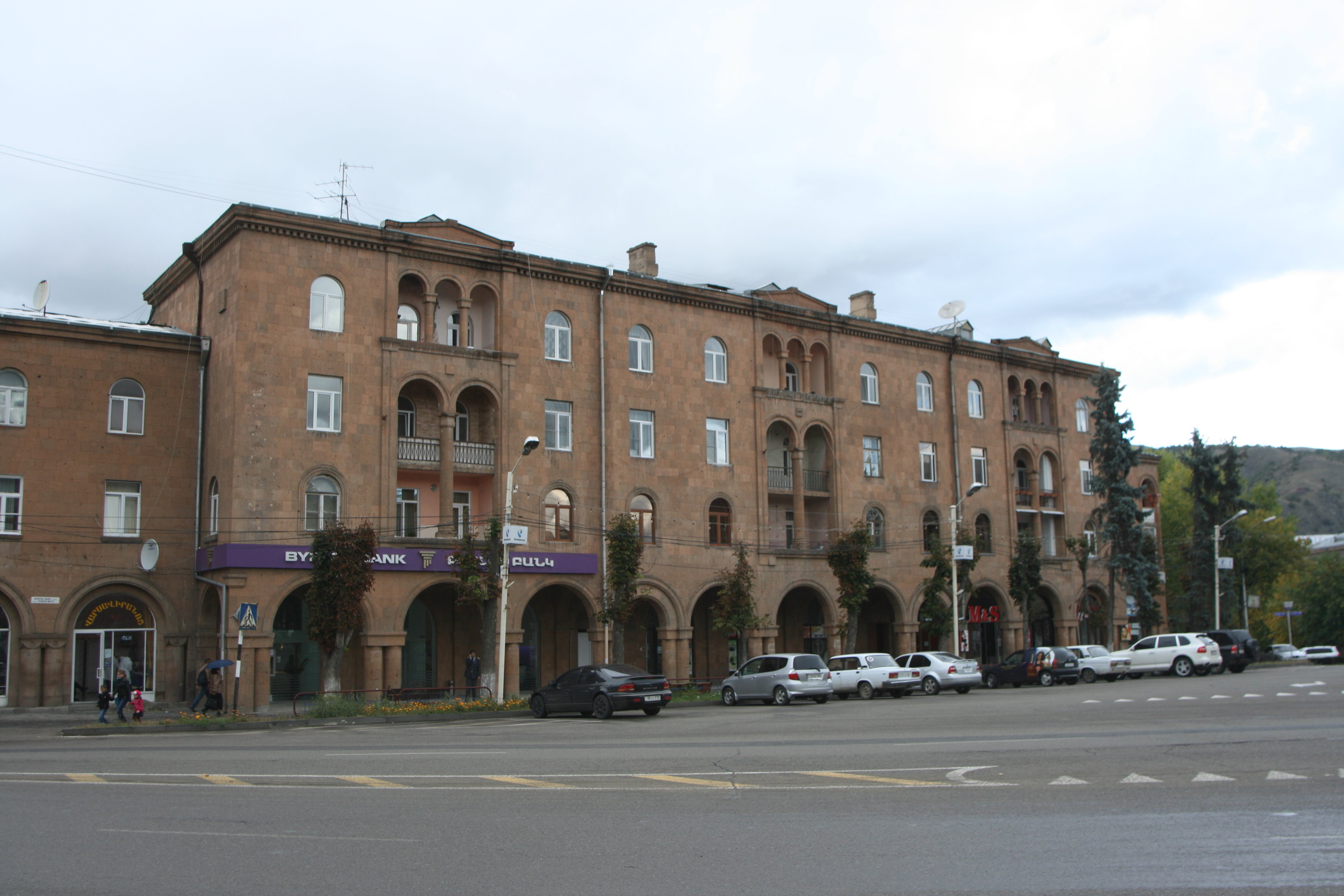
Центр города
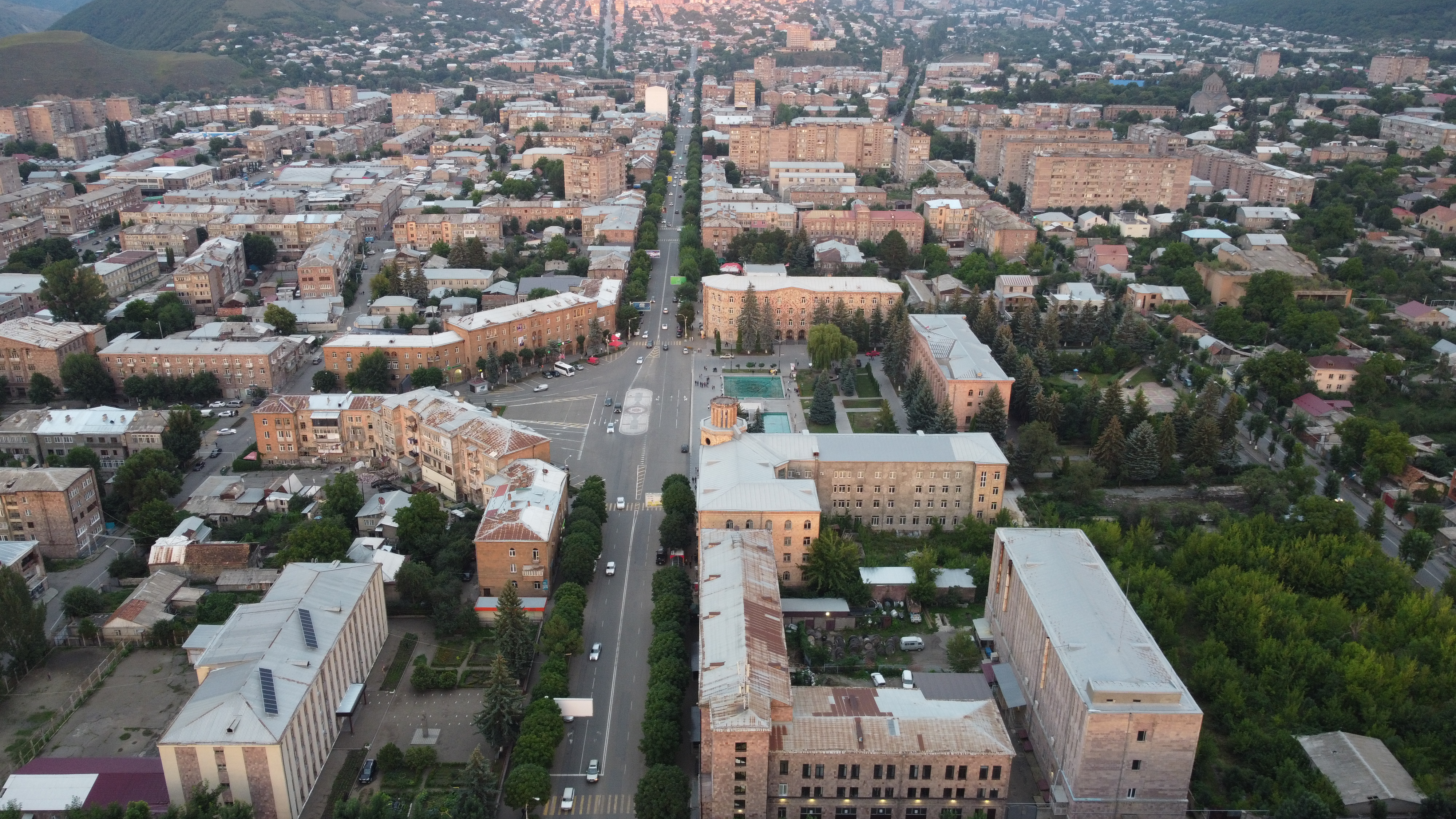
Вид на центр города
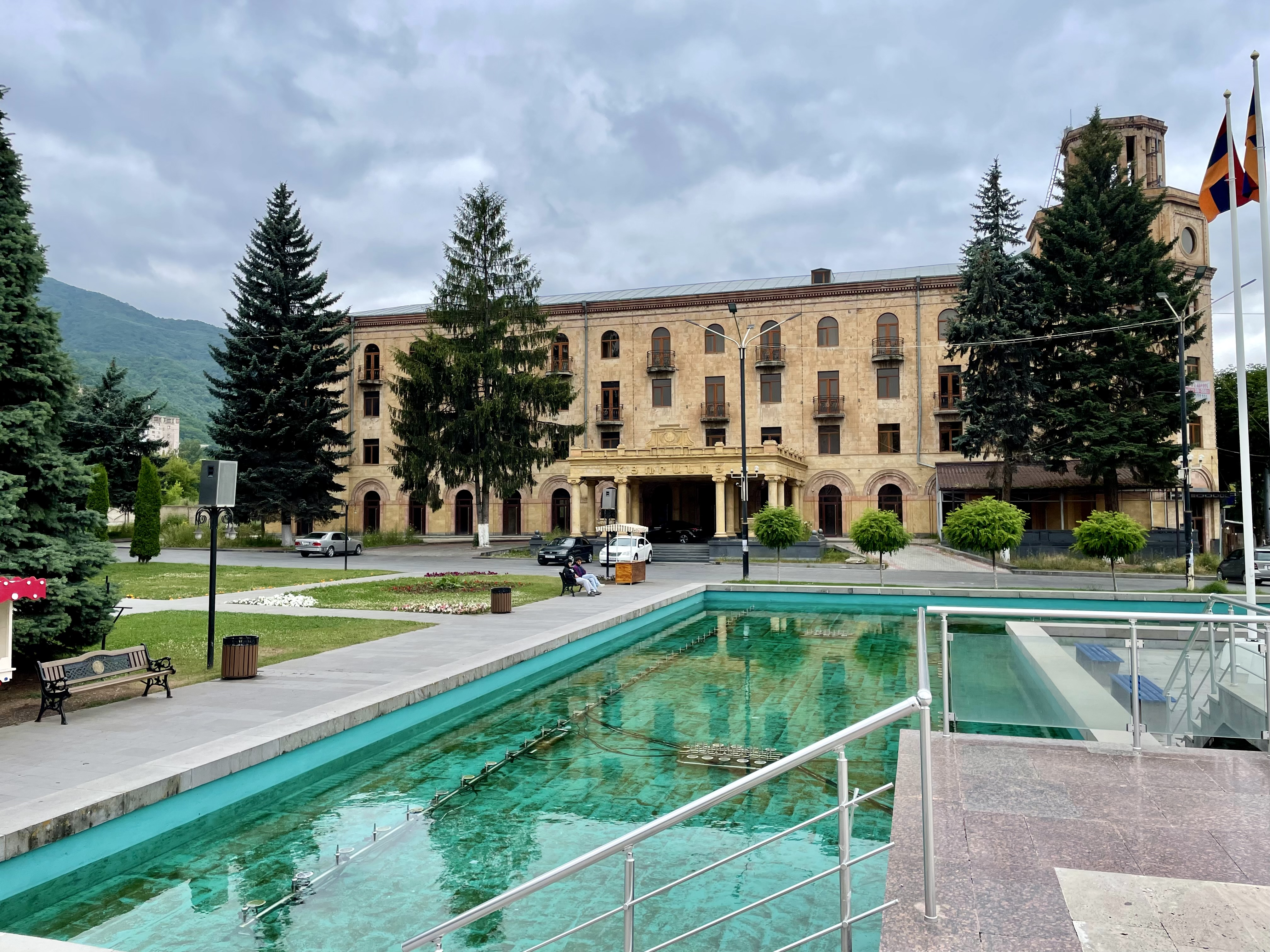
Гостиница «Гугарк»
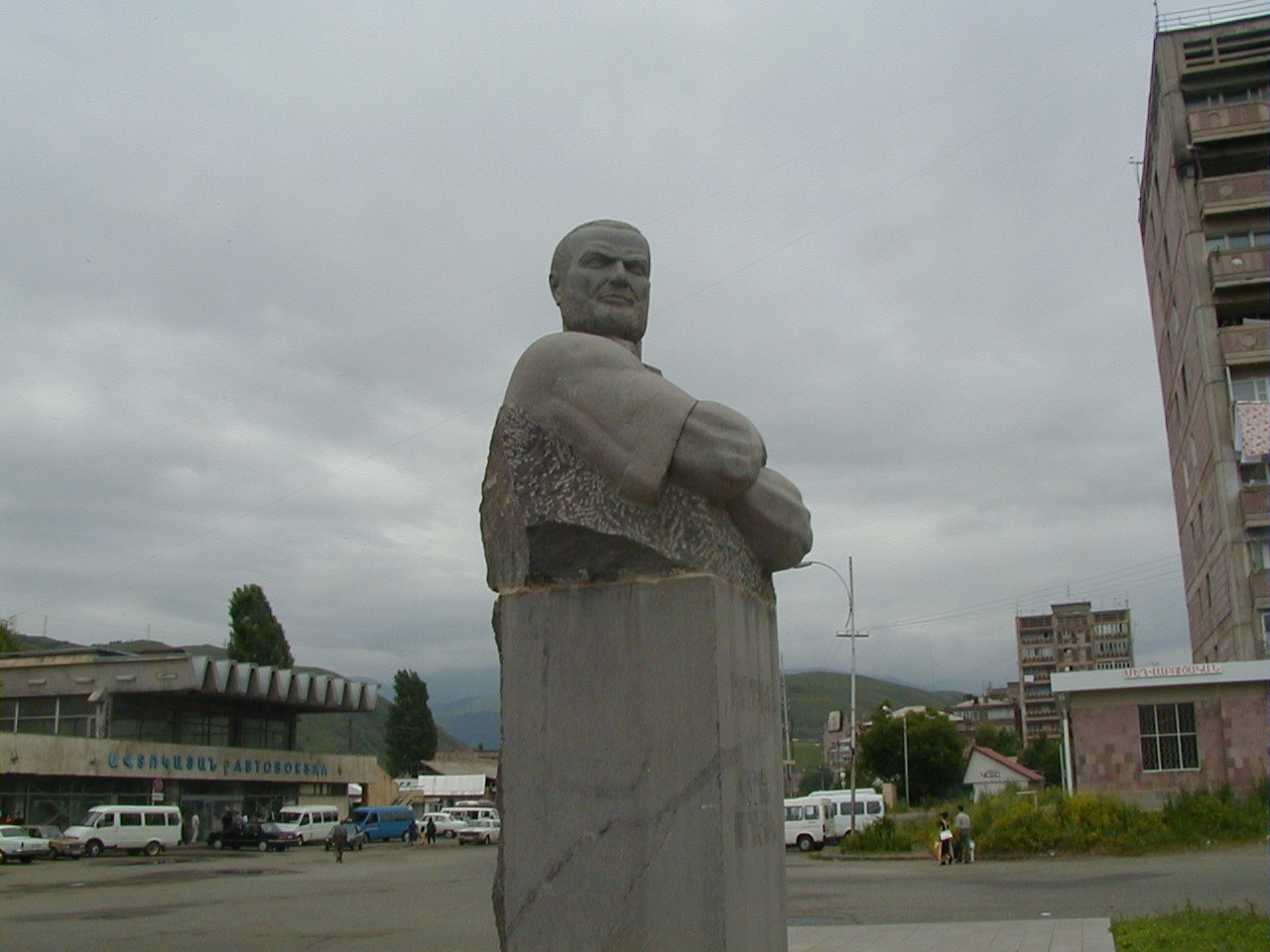
Памятник Вазгену Саргсяну
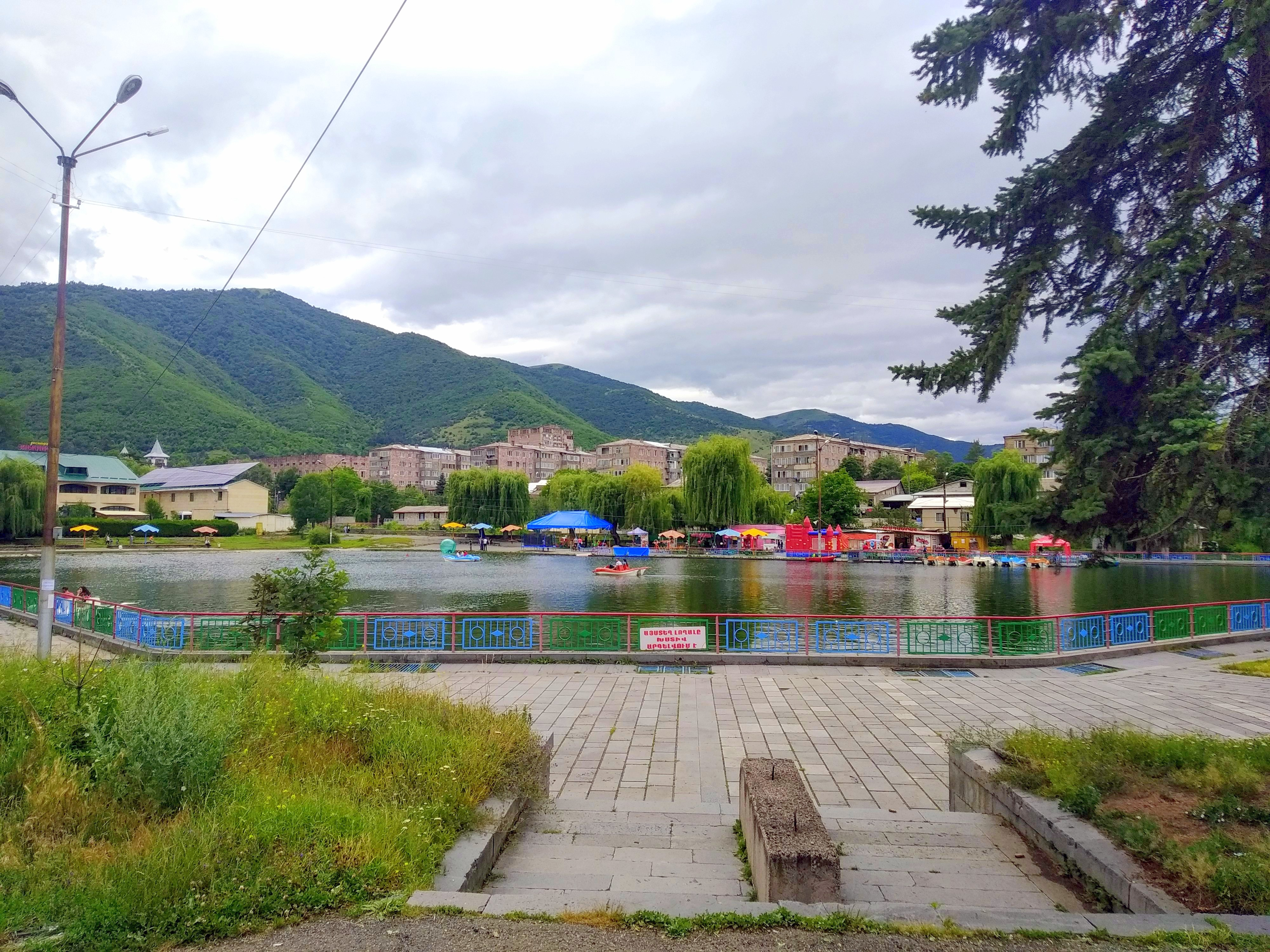
Искусственное озеро в центре города
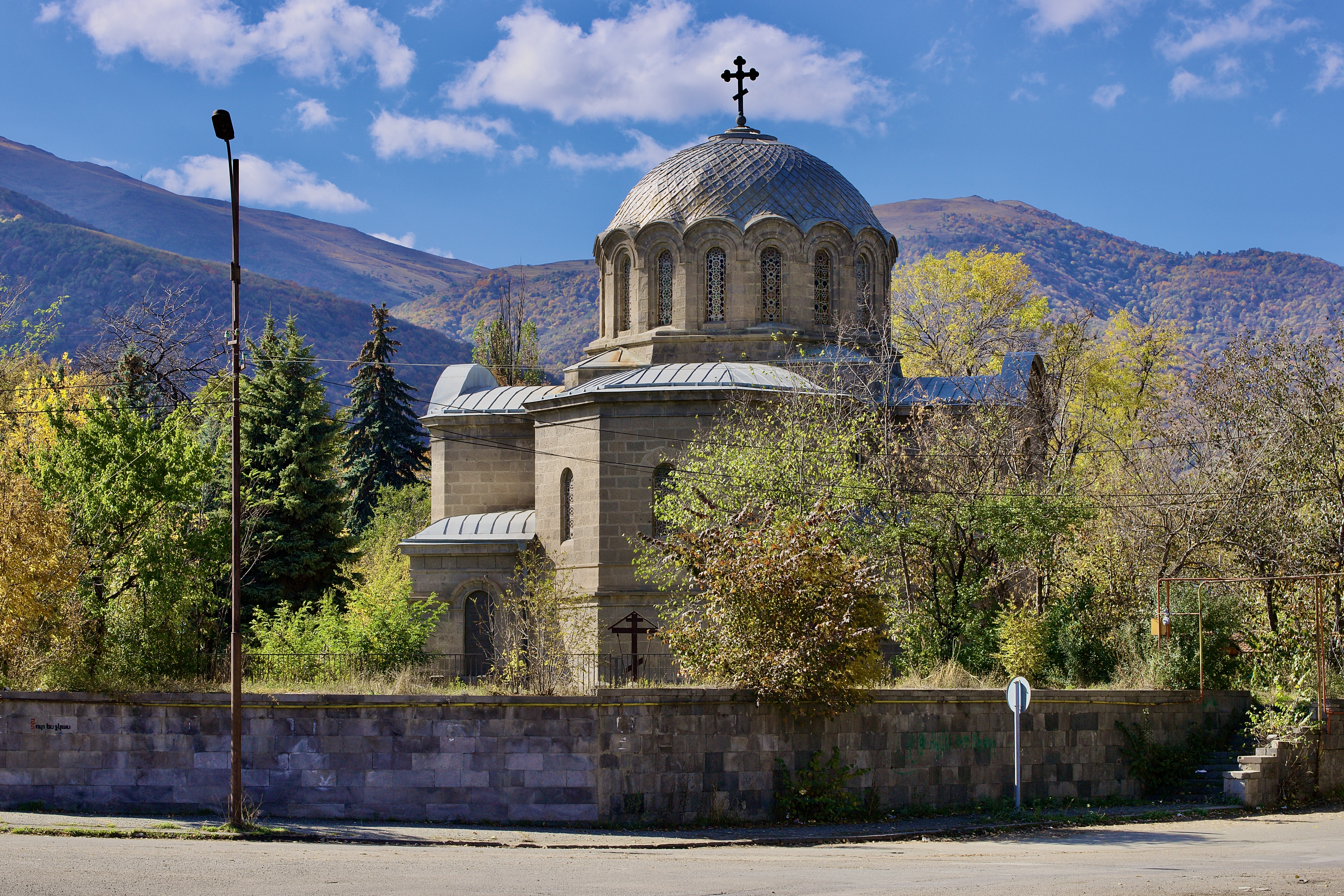
Русский православный храм
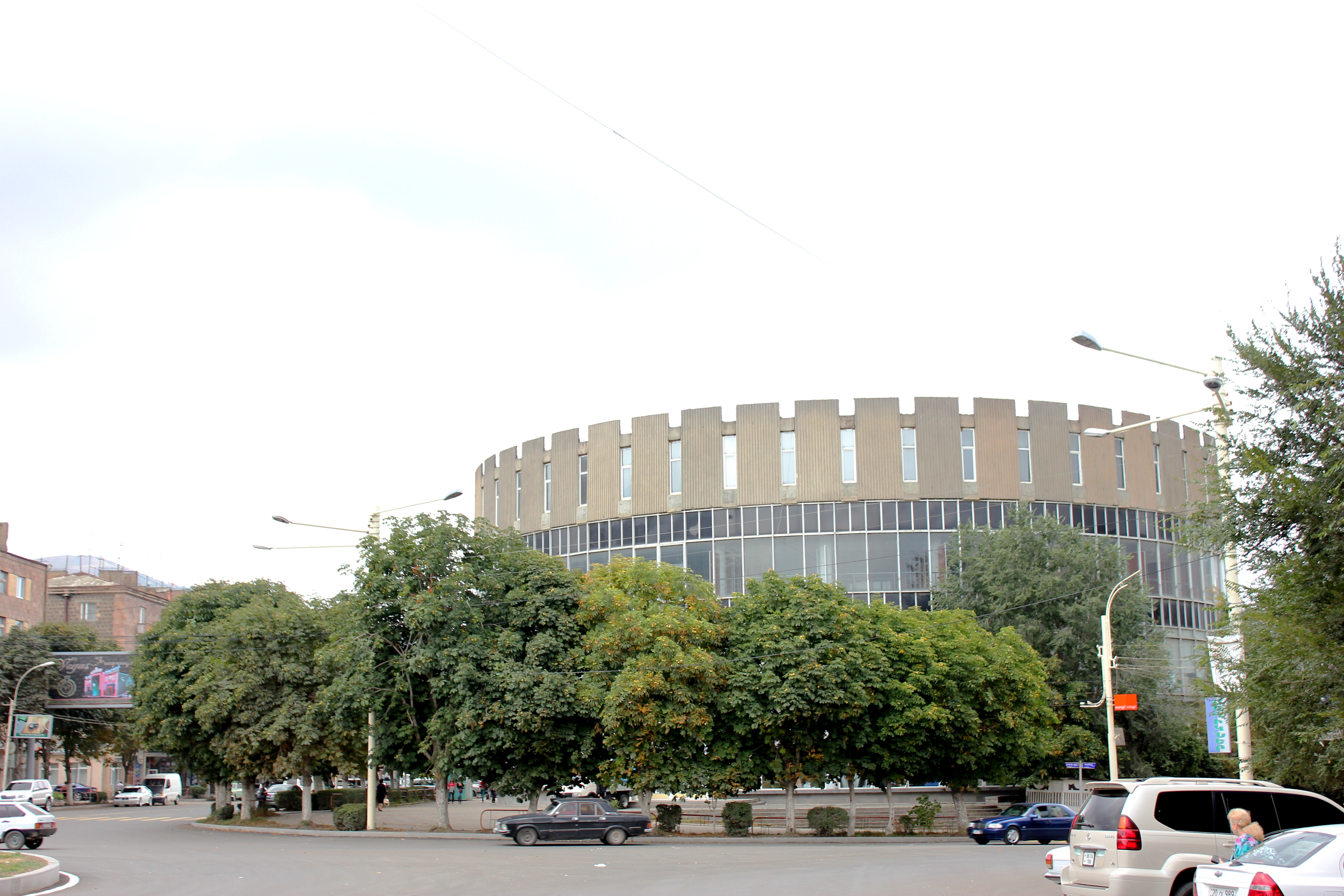
ЦУМ
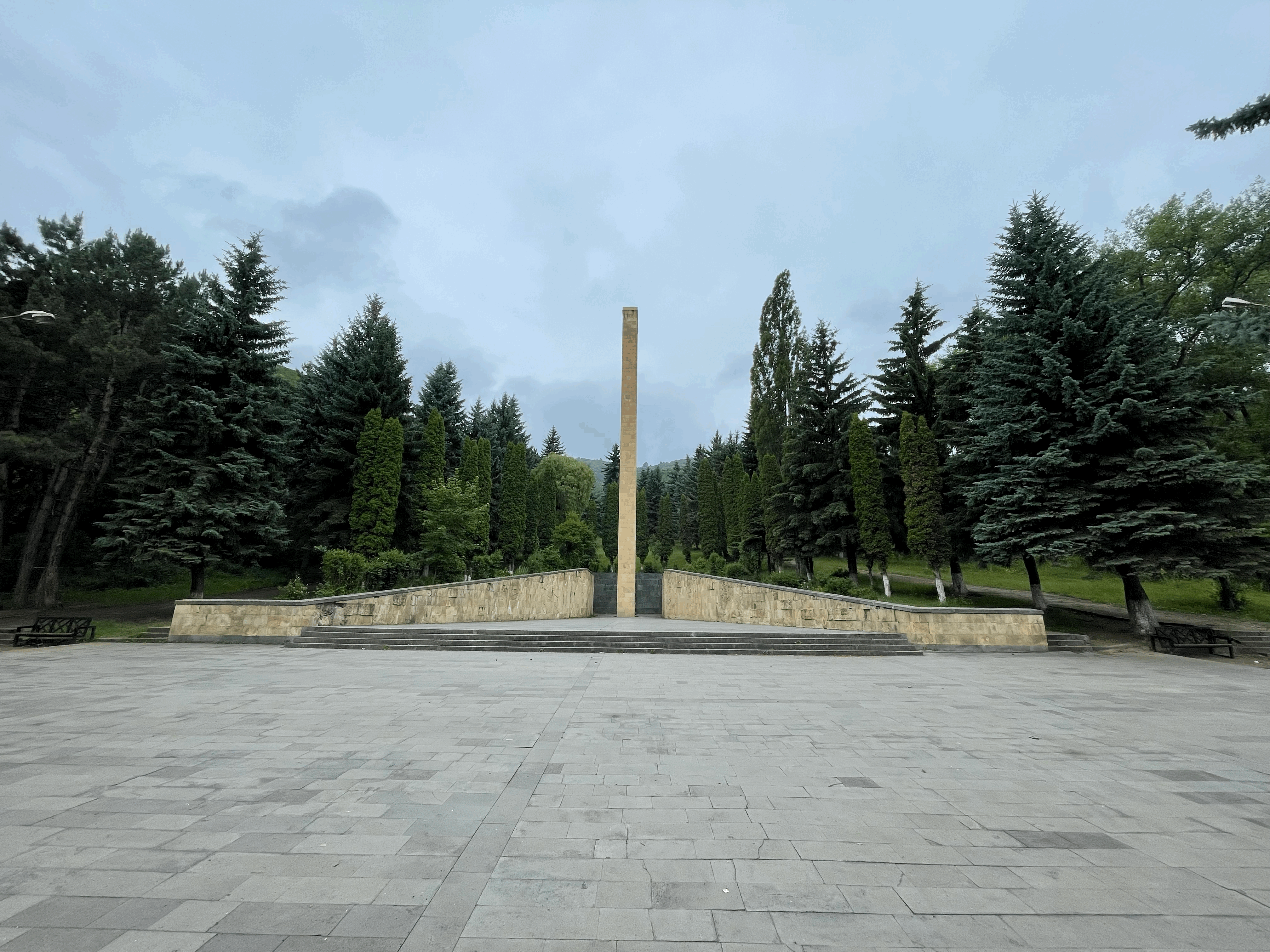
Памятник горожанам-участникам Великой Отечественной войны
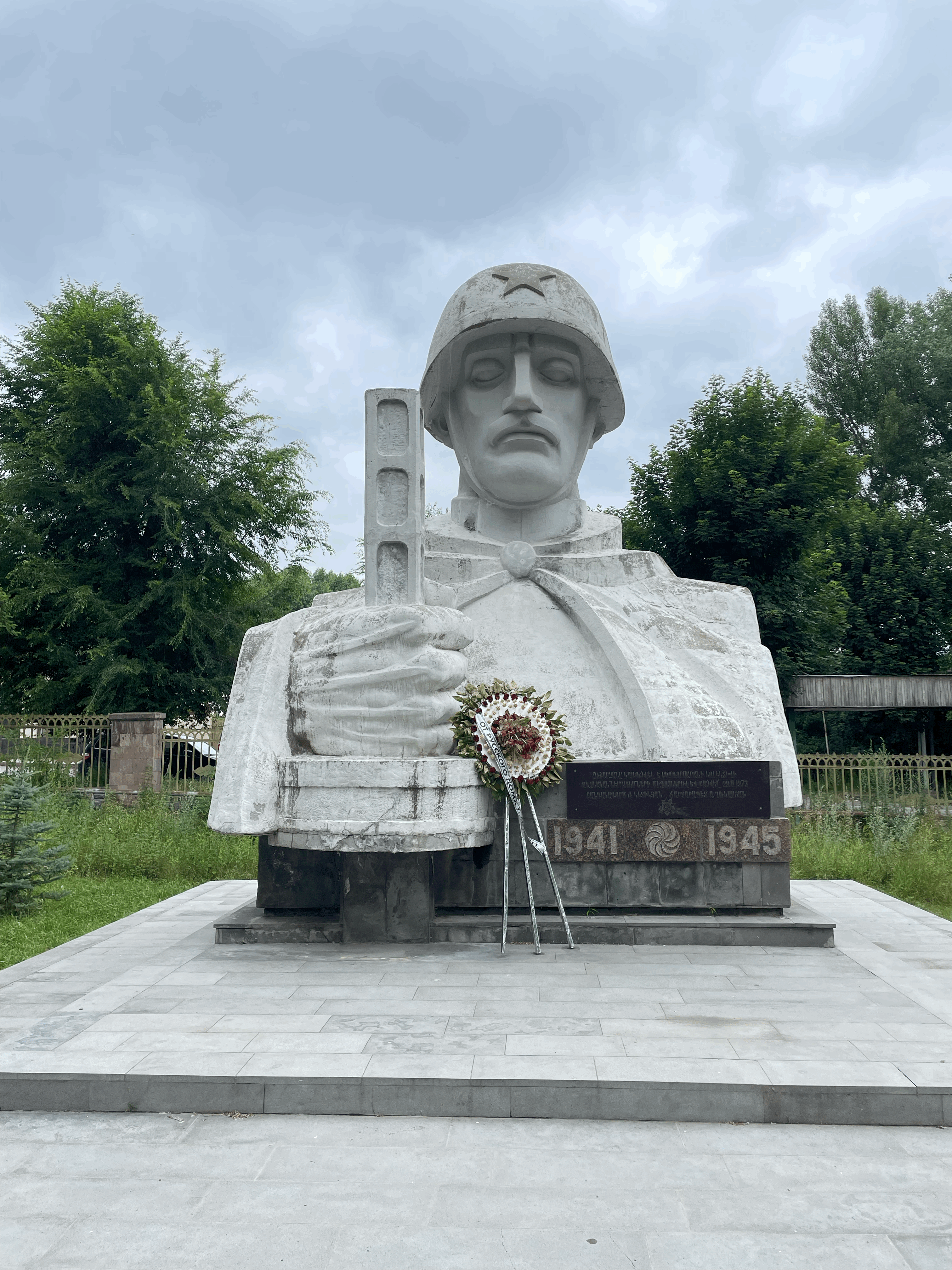
Памятник горожанам-участникам Великой Отечественной войны